# 王良翰
王良翰（1462年—？），字仲申，直隸蘇州常熟縣人，匠籍，明朝政治人物。

## 生平
弘治十四年（1501年）辛酉科應天府鄉試第二十九名舉人。弘治十八年（1505年）中式乙丑科會試第一百四十三名，二甲第四十四名進士。

## 家族
曾祖王迪；祖父王玄，義官；父王乾，母蔣氏。永感下。兄王良輔。